# 天徳院 (中野区)
天徳院（てんとくいん）は、東京都中野区にある曹洞宗の寺院。

## 概要
1602年（慶長7年）、前田利常の正室珠姫（戒名：天徳院殿乾運淳貞大禅定尼）の開基である。珠姫ゆかりの寺として、高野山の天徳院や金沢の天徳院がある。元々は牛込の赤城神社の隣に位置していたが、1907年（明治40年）に現在地に移転した。
鈴木正三が一時期、この寺に寄留していたことで知られている。

## 墓所
- 梶川与惣兵衛（旗本）
  - 松之大廊下刃傷事件（赤穂事件）で浅野内匠頭を取り押さえた人物。浅野が事件の動機を「遺恨」と主張したことを日記に記した人物でもある。

## 交通アクセス
- 都営地下鉄大江戸線東中野駅A3出口より徒歩8分（経路案内）。
- 落合駅1番出口より徒歩9分（経路案内）。
- JR東日本東中野駅西口より徒歩10分（経路案内）。